# سيدي سميان

## بلدية سيدي سميان
بلدية سيدي سميان من البلديات التابعة لولاية تيبازة بدائرة شرشال، والتي تبعد حوالي 16 كيلو متر عن بلدية سيدي غيلاس، سكانها من الأمازيغ الذين لا زالوا يتداولون اللهجة الشلحية (إحدى لهجات اللغة الأمازيغية) ويعتمد سكانها على الزراعة المعاشية وتربية المواشي الموجودة في المنطقة حيث تتميز هذه البلدية بتربتها الخصبة وكثرة أشجار اللوز والتين وأشجار الزيتون.
بلدية سيدي سميان بلدية ريفية ذات طابع فلاحي، انبثقت عن التقسيم الإداري في سنة 1984، تقع على بعد 25 كلم من دائرة شرشال التي تنتمي إليها.
يحدّها شمالاً بلدية سيدي غيلاس، شرقاً بلدية مناصر وشرشال، غرباً بلدية مسلمون وحجرة النص، وجنوباً بلدية عريب من ولاية عين الدفلى.
بلدية سيدي سميان هي كانت تعرف في الأصل بعرش سيدي سميان ومن بين فرقها: حيونة، غردوس، لعري أوملزي، تيفاس، سيدي موسى أزواو، سيدي وعمارة، إيطالبين، هواورة، مازّر، إڨَمونن، مزداد، واد لعزيب، لعري نڨوراية، بوشقادا، سيدي سميان، سالّا، الوالي، معشوق، لربعا، ايڨايداين، جومر، وإيزِيوِن بوشقاذا.

## ثقافة
يعتبر فخّار سيدي سميان، فن تقليدي عريق، أمازيغي ريفي محض، بدائي في طابعه، يتطلب مواد جدّ بسيطة مستوحاة من المحيط الطبيعي، يعتمد أساساً على تقنية التشكيل اللولبي.
بعد صياغة الشكل، يجفّف هذا الأخير تحت الشمس ثم يُطلى بمادة بيضاء كبطانة وكأرضية ثم يخضع للتمليس، ليزينّ بعد ذلك بأشكال هندسية بربرية من ألوان طبيعية معدنية من أحمر وأسود تؤدّى بواسطة فرشاة تصنع من شعر الماعز تحديداً.
ثم يشوى على الهواء الطلق بوقود متشكل عادة من روث البقر وحطب شجرة التين، ثمّ يخرج ساخنا ليُطلى ببرنيق طبيعي مستخرج من شجر العرعر أو الصنوبر.
لقد ظلّ الفخار في هذه المنطقة إلى جانب الغرض النفعي مرتبطاً بمجموعة من العقائد والأفكار والعادات والاستخدامات التي عُرف بها الأمازيغ على مرّ الزمان، والتي تدور حول الخصب والتجديد والوقاية. كما تعرف البلدية كل سنة بإقامة الوعدة أو الطعم الذي يُعرف محلياً باسم النوال والذي يتوافد اليه الآلاف من سكان الأعراش المجاورة.

## أطباق تقليدية
بلدية سيدي سميان أو عرش ايسميانين عرش كباقي الأعراش الشلحية التي تعرفها المنطقة، عرش لطالما عُرف بتنوعه في مختلف المجالات من بينها المطبخ التقليدي الذي يحتل فيه طبق الكسكسي المركز الأول، والذي يُطهى ويُحضر بمختلف الأنواع والأشكال، مثل: كسكس القمح، كسكس الشعير، كسكس البلوط، كسكس الخروب، كسكس الحُمَام، كسكس الزعتر، كسكس العدس، وغيرها من أنواع الكسكسي، إلى جانب أطباق أخرى تُعرف محلياً كالآتي: ايكورين، تورشيمت، تريذ وفشوش، بوركوش، أبيصار، إلخ...

## فن
لا يختلف عرش سيدي سميان عن باقي الأعراش الأخرى في المنطقة في فنه المستوحى من الثقافة الشعبية والحياة اليومية، فلا يزال الداينان بمختلف أشكاله يحتل الفن الشلحي القديم والجديد، فن لطالما عُرف بتمجيده للأم وتغنيه عن الفقر والحب والحرمان والأرض.
بعض المقاطع من فن الداينان باللغة الأمازيغية:
- مقطع عن الحرمان والبؤس:
«إيما نتش ذاقدود أقونت فلي لمحاني ساروحغ ابذلغ هامورث لعوذا نقصنت فلي».
- مقطع عن الحب:
«سيديناني داينانان أديناني داينانان العمر ولاد اوياي تاسكورث لحلاليو قاسخشم أوڨذغ لمحاني العمر ولاد أوياي».